# John Smith (sydafrikansk roer)
 For alternative betydninger, se John Smith. (Se også artikler, som begynder med John Smith)
John Smith (født 12. januar 1990 i Germiston, Sydafrika) er en sydafrikansk roer og olympisk guldvinder.
Smith vandt (sammen med Matthew Brittain, James Thompson og Sizwe Ndlovu) guld i letvægtsfirer ved OL 2012 i London. Medaljen var historisk, idet det var den første OL-guldmedalje i roning nogensinde vundet af en afrikansk nation. Sydafrikanerne vandt finalen foran Storbritannien, der fik sølv, mens Danmark tog bronzemedaljerne. Han var også med i båden ved OL 2016 i Rio de Janeiro, hvor Sydafrika sluttede på fjerdepladsen.
Smith vandt desuden, som makker til James Thompson, en VM-guldmedalje i letvægtsdobbeltsculler ved VM 2014 i Amsterdam.

## OL-medaljer
- 2012:  Guld i letvægtsfirer